# 이수근 (언론인)
이수근(李穗根, 1924년 3월 7일 ~ 1969년 7월 3일)은 조선중앙통신사 부사장을 지낸 조선민주주의인민공화국의 언론인으로 1967년 3월 22일 대한민국으로 귀순하였다. 귀순으로 대한민국 각지에 순회강연을 다녔다가, 1969년 1월에 위조여권을 이용해 홍콩으로 출국, 베트남에서 중앙정보부 요원에게 체포되어 대한민국으로 강제 압송되어, 재판에서 '위장귀순 간첩' 혐의로 사형 판결을 받고, 1969년 7월 3일에 사형되었다.
이후, 대한민국 진실화해를위한과거사정리위원회는 이를 '중앙정보부의 조작'으로 결론내리고, 대한민국 정부에게 '재심 등 상응한 조치'를 권고하였다. 또한, 그의 처조카인 배경옥의 담당 수사관 성명 공개 청구 재판에서 법원은 당시 집을 압수수색한 중앙정보부 담당수사관의 이름을 유족들에게 공개하라는 판결을 내렸다.

## 참고자료
- 이수근 사건 두산백과사전